# العرين (عسير)
العرين ، إحدى مراكز إمارة منطقة عسير، تقع في شرق إمارة عسير - أبها - على مسافة 40 كيلاً. بها من الدوائر الحكومية: دفاع مدني، صندوق تنمية زراعي، فرع زراعي، محكمة، بلدية، مركز هيئة، شرطة، مكتب بريد، ومكتب تربية بنات. ويقطنها 5983 نسمة.

## سبب التسمية
يُطلق عليها العرين نسبةً إلى بئر العُرينة أو العرينية التي كانت لبني هلال التي كانت مبنية بشكلٍ محكم، وتمتاز بغزارة المياه، وتعتبر ملتقى الواديين وادي الشرف، ووادي الحذيان، ويرى البعض أن سبب التسمية نسبةً إلى وادي العرين الذي تتكاثر على ضفافه مختلف الأشجار والتي تكون بشكل متصل بما يسمى عرين الشجر، ويعتبر الوادي أحد روافد تثليث، مما يدعم هذا القول ما قاله حمد الجاسر:«من أشهر روافد وادي تثليث وادي طريب ووادي العرين».

## أثار العرين
- منطقة المصانع الواقعة شرق العرين في شعيب يسمى قرضه، وتحيط به الجبال من ثلاثة جهات من الغرب جبال بني قعوان، ومن الشرق جبال المرجانة، ومن الجنوب جبال القبر الأرخم.
- سوق الليل يقع بالقرب من منطقة المصانع، ومن أسمه كان سوقاً يُقام في الليل، وتُعرض فيه منتجات المصانع من البارود والرصاص وبعض الأسلحة.
- جبل أم عضبة تقع في منطقة المصانع، وفيها كهف يتسم بالعمق الشديد، وحول الكهف بعض الأحجار المستطيلة والمجوفة، ويستخرج الناس قديماً منه بعض الأحجار الخاصة بصناعة البارود.
- قرية قرنعة تقع جنوب قرية الجبوب، ولا تزال آثارها موجودة إلى الآن من أطلال البيوت القديمة ومعالم الأسوار الحجرية المحاطة بالمزارع.[4]

## انظر ايضاً
- عسير

## وصلات خارجية
- عرين قحطان تاريخ قديم.
- «وادي العرين».. بئر بني هلال تحاصرها الجبال.